# Верзилово (усадьба)
Верзилово — усадьба, расположенная в селе Верзилово, Ступинском районе Московской области.

## История
Основана во второй половине XVIII века статским советником А. А. Нартовым, с XIX века перешло к Шаховским. В 1825 году Ф. П. Шаховской получил имение по завещанию матери Анны Федоровны. В 1820-х годах к Шаховскому в его имение приходили декабристы М. А. Фонвизин и И. Д. Якушкин. Шаховской владел усадьбой до 1825 года перед тем как был арестован. На территории усадьбы была построена Церковь Преображения Господня, упоминается в документах 1657 года, когда она была ещё деревянной. В 1890—1911 годах имением владел купец И.Г. Губонин, последним владельцем до революции 1917 года был биолог И. И. Кальнинг. В советское время в бывшей усадьбе располагались пионерский лагерь и школа, впоследствии была изменена внутренняя планировка здания. В 1990-х годах в имении случился пожар, после от него осталась только внешняя кирпичная кладка.
Не сохранился двухэтажный каменный особняк с парадными колоннами а стиле классицизма. От главного усадебного дома сохранились только руинированные флигели начала XIX века, регулярный парк с прудами и Церковь Преображения Господня XVIII—XIX веков, на сегодняшний день функционирует. К территории усадьбы относятся два святых источника, с часовней Пантелеймон Целителя, отстроенный в 1990-е годы, и с часовней иконы Владимирской Божией Матери, восстановленной в 2000-х годах.
В 2015 году Верзилово включена в программу по восстановлению культурного наследия «Усадьбы Подмосковья».
В 2016 году на аукционе усадьба была продана компании ООО «АрхМонумент», которая выступила как инвестор реставрации. После восстановления её планируется использовать как гостиницу.